# Говейново
Гове́йново (рос. Говейново) — присілок у складі Дмитровського міського округу Московської області, Росія.

## Населення
Населення — 7 осіб (2010; 14 у 2002).
Національний склад (станом на 2002 рік):
- росіяни — 93 %